# Cronisia mexicana
Cronisia mexicana là một loài rêu trong họ Corsiniaceae. Loài này được M. Hicks mô tả khoa học đầu tiên năm 1993.